# Utricularia leptoplectra
Utricularia leptoplectra är en tätörtsväxtart som beskrevs av Ferdinand von Mueller. Utricularia leptoplectra ingår i släktet bläddror, och familjen tätörtsväxter. Inga underarter finns listade i Catalogue of Life.